# Championnat de France de basket-ball de Nationale masculine 1 2025-2026
 (du 19 septembre 2025 au 15 mai 2026).
 (août 2024).
Si vous disposez d'ouvrages ou d'articles de référence ou si vous connaissez des sites web de qualité traitant du thème abordé ici, merci de compléter l'article en donnant les références utiles à sa vérifiabilité et en les liant à la section « Notes et références ».
Navigation
2024-2025 2026-2027
La saison 2025-2026 du championnat de France de basket-ball de Nationale 1 est la 77e édition du championnat de France de basket-ball de Nationale masculine 1. La NM1 est le troisième plus haut niveau du championnat de France de basket-ball. Vingt-huit clubs participent à la compétition, plus haut niveau amateur de basket-ball de l'hexagone, sous la direction de la FFBB.

## Formule de la compétition
Les 28 équipes sont réparties en 2 poules (A et B) de 14 équipes, composées selon des critères géographiques, économiques et sportifs ; les équipes de chaque poule disputent un championnat (phase 1) en rencontres aller et retour.
Dans la phase 2, le Groupe A comprendra les équipes classées de la 1re à la 7e place de chaque poule lors de la phase 1. Les équipes conserveront les résultats acquis et ne se rencontreront pas à nouveau. Les matchs se joueront en aller-retour. L’équipe classée 1re accédera à la Pro B, sous réserve de validation par la DNCCG. Les équipes classées de la 1re à la 8e place se qualifieront pour les playoffs, tandis que celles classées de la 9e à la 14e place termineront leur saison.
Le Groupe B inclura les équipes classées de la 8e à la 14e place de chaque poule lors de la phase 1. Elles conserveront également les résultats acquis et ne se rencontreront pas à nouveau. Les matchs se joueront en aller-retour. Les quatre dernières équipes descendront en Nationale Masculine 2, hors Pôle France, tandis que les équipes classées de la 1re à la 10e place termineront leur saison.
La phase 3 (Playoffs) du championnat NM1 comprendra les 8 premières équipes du Groupe A. Les quarts de finale se joueront les 15, 22 et 24 mai 2026, les demi-finales les 29 mai, 5 et 7 juin 2026, et les finales les 12, 19 et 21 juin 2026. Chaque série se disputera en deux matchs gagnants, avec un match aller chez l'équipe moins bien classée de la phase 2, un match retour chez l'équipe mieux classée de la phase 2, et une belle éventuelle également chez l'équipe mieux classée de la phase 2.
L'équipe vainqueur des playoffs sera sacrée Championne de France de NM1 et accèdera sportivement à la Pro B, sous réserve de validation par la DNCCG et du respect des autres conditions règlementaires. Si l’équipe remportant le titre est celle qui a terminé 1re du Groupe A en phase 2, l’accession à la Pro B reviendra à l'autre équipe finaliste.

## Clubs participants
La saison 2025-2026 de Nationale masculine 1 regroupe 28 clubs répartis en deux poules. La liste suivante présente les équipes engagées dans la phase régulière, conformément à la formule en vigueur définie par la FFBB.
| \| Berck Chartres Les Sables Loon-Plage Lorient Poissy Val de Seine Rennes Fougères Tarbes-Lourdes Toulouse Tours Vitré Andrézieux-Bouthéon Fos Provence Besançon Boulogne Charleville Pays Salonais Metz Le Havre LyonSo Mulhouse Orchies Pôle France Levallois St-Vallier Angers \| Localisation des clubs engagés dans le championnat. |
| Berck Chartres Les Sables Loon-Plage Lorient Poissy Val de Seine Rennes Fougères Tarbes-Lourdes Toulouse Tours Vitré Andrézieux-Bouthéon Fos Provence Besançon Boulogne Charleville Pays Salonais Metz Le Havre LyonSo Mulhouse Orchies Pôle France Levallois St-Vallier Angers                                                           |

| Club                           | Classement 2024-2025 | Phase finale  | Salle                                                | Capacité | Ville                | Poule |
| ------------------------------ | -------------------- | ------------- | ---------------------------------------------------- | -------- | -------------------- | ----- |
| C' Chartres basket masculin    | 20e (Pro B)          |               | Le Colisée                                           | 4 186    | Chartres             | A     |
| Fos Provence Basket            | 19e (Pro B)          |               | Halle des sports Parsemain                           | 1 387    | Fos-sur-Mer          | B     |
| Étoile Angers Basket           | 15e                  |               | Salle Jean-Bouin                                     | 3 700    | Angers               | A     |
| Saint-Vallier BD               | 13e                  |               | Complexe sportif des deux Rives                      | 2 132    | Saint-Vallier        | B     |
| Union Rennes basket 35         | 19e                  |               | Salle Colette-Besson                                 | 2 142    | Rennes               | A     |
| Aurore de Vitré                | 11e                  |               | Salle de la Poultière                                | 1 499    | Vitré                | A     |
| AS Loon Plage Basket           | 14e                  |               | Salle Léo-Lagrange                                   | 445      | Loon-Plage           | B     |
| STB Le Havre                   | 3e                   | Demi-finale   | Docks Océane                                         | 3 600    | Le Havre             | B     |
| Mulhouse BA                    | 5e                   | Finale        | Palais des sports Gilbert-Buttazzoni                 | 3 613    | Mulhouse             | B     |
| BC Orchies                     | 9e                   |               | Pévèle Carembault Arena                              | 5 000    | Orchies              | B     |
| CEP Lorient BB                 | 18e                  |               | Palais des sports de Kervaric                        | 3 800    | Lorient              | A     |
| ALSB Andrézieux-Bouthéon       | 4e                   | 1/4 de finale | Palais des sports d'Andrézieux                       | 2 730    | Andrézieux-Bouthéon  | B     |
| Tours MB                       | 7e                   | 1/4 de finale | Halle Monconseil                                     | 1 500    | Tours                | A     |
| SOM Boulogne                   | 17e                  |               | Palais des sports Damrémont                          | 2 000    | Boulogne-sur-Mer     | B     |
| Stade toulousain basketball    | 21e                  |               | Gymnase Compans-Caffarelli / Petit palais des sports | 1 860    | Toulouse             | A     |
| LYONSO Basket                  | 10e                  |               | La Canopée                                           | 1 000    | Pierre-Bénite        | B     |
| Besançon AC                    | 16e                  |               | Palais des sports Ghani-Yalouz                       | 4 200    | Besançon             | B     |
| Union Tarbes-Lourdes PB        | 6e                   | 1/4 de finale | Palais des sports du quai de l'Adour                 | 1 650    | Tarbes               | A     |
| AB Berck Rang-du-Fliers        | 20e                  |               | Palais des sports de Berck                           | 5 000    | Berck                | B     |
| Les Sables VB                  | 8e                   | Demi-finale   | Arena Stadium                                        | 2000     | Les Sables-d'Olonne  | A     |
| Pôle France                    | 26e                  |               | INSEP, complexe Nelson-Paillou                       | 300      | Paris                | A     |
| Poissy BA                      | 25e                  |               | Complexe Marcel-Cerdan                               | 2 200    | Poissy               | A     |
| Metz Basket Club               | 27e                  |               | Complexe Saint-Symphorien                            | 1 520    | Metz                 | B     |
| Pays de Fougères Basket        | 24e                  |               | Salle Justy Specker                                  | 1 500    | Fougères             | A     |
| Levallois Sporting Club        | 12e                  |               | Palais des sports Marcel-Cerdan                      | 4 000    | Levallois-Perret     | A     |
| Étoile de Charleville-Mézières | 23e                  |               | Guinguette Arena                                     | 2 960    | Charleville-Mézières | B     |
| Pays Salonais Basket 13        | 1er A (NM2)          | Demi-finale   | Halle des Sports de Saint-Come                       | 1 000    | Salon-de-Provence    | B     |
| Val de Seine Basket            | 1er C (NM2)          | Finale        |                                                      | 200      | Boulogne-Billancourt | A     |